# Немецко-еврейский союз общин
«Немецко-еврейский союз общин», кратко НEСО (нем. Deutsch-Israelitischer Gemeindebund, сокращённо DIGB; 1869—1933), — ассоциация еврейских организаций (еврейско-немецких союзов) Германии, основанная 3 июля 1869 году в связи с собранием раввинского синода в Лейпциге (29 июня — 4 июля 1869) и имевшая целью заботу об интересах всего немецкого еврейства и обмена административным опытом между отдельными членами-союзами. Предшественник Центрального совета евреев Германии (1950).
В состав НEСО входили: Восточная Пруссия, Западная Пруссия, Померания, Познань, Саксония, Вестфалия, Прирейнские земли, Бавария и округа: Бромберг, Бреславль и Оппельн; кроме того, консистория Мец и община княжества Биркенфельд, а также 867 отдельных общин, помимо отдельных лиц, также состоявших его членами.